# Thomas Lown
 (septembre 2024).
Pour les articles homonymes, voir Lown.
Thomas Lown est un boxeur américain né à New York le 5 avril 1904 et mort à Burnt Hills dans la ville de Ballston, État de New York le 22 septembre 1977.

## Carrière de boxeur
En 1928, il participe en tant que champion des Etats-Unis en titre de la catégorie poids welters aux Jeux olympiques et est éliminé au premier tour par le futur médaillé d'argent argentin Raúl Landini.
L'année suivante, il entame une carrière de boxeur professionnel éphémère. Il ne dispute en effet que 15 combats entre mars 1929 et janvier 1931, remportant 12 victoires (dont quatre par knockout) mais sans titre majeur en jeu.